# 8a etapa del Tour de França de 2010
La 8a etapa del Tour de França de 2010 es disputà el diumenge 11 de juliol de 2010 sobre un recorregut de 189,0 km entre Station des Rousses i Morzine-Avoriaz. La victòria fou pel luxemburguès Andy Schleck (Team Saxo Bank), que s'imposà a l'esprint al seu company d'escapada Samuel Sánchez. Cadel Evans aconseguí el mallot groc de líder de la classificació individual i Lance Armstrong perdé tota opció al triomf en defallir en l'ascens al coll de la Ramaz, primer port de primera categoria de la present edició.

## Perfil de l'etapa
Després d'haver superat una etapa de mitja muntanya en la jornada anterior ara els ciclistes han de superar la primera etapa plenament alpina de la present edició, amb final a l'estació de Morzine-Avoriaz. Els primers 140 km d'etapa són bàsicament en descens i plans, amb sols dues petites dificultats de 4a categoria. A partir de llavors els ciclistes han de superar tres dificultats muntanyoses de manera consecutiva. Primer el coll de la Ramaz, el primer de primera categoria de la present edició, tot seguit un de tercera categoria i finalment l'arribada a l'estació de Morzine-Avoriaz.

## Desenvolupament de l'etapa
Des del començament d'etapa hi hagué constants intents d'escapada, però no seria fins al km 27 quan es formà l'escapada del dia, de la mà de set ciclistes: Benoît Vaugrenard (FDJ), Christophe Riblon (AG2R La Mondiale), Mario Aerts (Omega Pharma-Lotto), Imanol Erviti (Caisse d'Epargne), Sébastien Minard, Amaël Moinard (Cofidis) i Koos Moerenhout (Rabobank ProTeam) i que aconseguirien una màxima diferència de 7' al km 110. Pel darrere el Quick Step mantingué un ritme viu que no permeté que la diferència creixés més i que va fer que molts ciclistes perdessin contacte amb el grup principal.
Al coll de la Ramaz es trencà el grup d'escapats, quedant al davant Moerenhout, Aerts i Moinard, els quals serien agafats pel grup dels favorits a sols 5 km per a l'arribada.
Pel darrere la cursa s'accelerà molt en arribar a aquest port. L'Astana Qazaqstan Team es posà al capdavant i tirà de valent en veure com Lance Armstrong perdia el contacte amb el grup dels favorits després d'haver patit tres caigudes durant l'etapa. Sylvain Chavanel també es quedà enrere.
En la pujada final tots els favorits s'estudiaren i sols en els darrers metres Andy Schleck i Samuel Sánchez prengueren uns segons sobre la resta de favorits. Schleck guanyà l'etapa a l'esprint i Cadel Evans es va fer amb el mallot groc.

## Esprints intermedis
| 1r | Mario Aerts (BEL)       | 6 pts |
| 2n | Christophe Riblon (FRA) | 4 pts |
| 3r | Imanol Erviti (ESP)     | 2 pts |

| 1r | Koos Moerenhout (NED)  | 6 pts |
| 2n | Sébastien Minard (FRA) | 4 pts |
| 3r | Mario Aerts (BEL)      | 2 pts |

| 1r | Koos Moerenhout (NED) | 6 pts |
| 2n | Mario Aerts (BEL)     | 4 pts |
| 3r | Amaël Moinard (FRA)   | 2 pts |

## Ports de muntanya
| 1r | Rein Taaramae (EST)       | 3 pts |
| 2n | Johannes Fröhlinger (DEU) | 2 pts |
| 3r | Christophe Riblon (FRA)   | 1 pt  |

| 1r | Christophe Riblon (FRA) | 3 pts |
| 2n | Koos Moerenhout (NED)   | 2 pts |
| 3r | Amaël Moinard (FRA)     | 1 pt  |

| 1r | Mario Aerts (BEL)       | 15 pts |
| 2n | Koos Moerenhout (NED)   | 13 pts |
| 3r | Amaël Moinard (FRA)     | 11 pts |
| 4t | Rafael Valls (ESP)      | 9 pts  |
| 5è | Anthony Charteau (FRA)  | 8 pts  |
| 6è | Christophe Riblon (FRA) | 7 pts  |
| 7è | Imanol Erviti (ESP)     | 6 pts  |
| 8è | Stuart O'Grady (AUS)    | 5 pts  |

| 1r | Mario Aerts (BEL)      | 4 pts |
| 2n | Koos Moerenhout (NED)  | 3 pts |
| 3r | Amaël Moinard (FRA)    | 2 pts |
| 4t | Anthony Charteau (FRA) | 1 pt  |

- 5. Morzine-Avoriaz. 1796m. 1a categoria (km 189,0) (13,6 km al 6,1%)

| 1r | Andy Schleck (LUX)      | 30 pts |
| 2n | Samuel Sánchez (ESP)    | 26 pts |
| 3r | Alberto Contador (ESP)  | 22 pts |
| 4t | Daniel Navarro (ESP)    | 18 pts |
| 5è | Levi Leipheimer (USA)   | 16 pts |
| 6è | Ivan Basso (ITA)        | 14 pts |
| 7è | Roman Kreuziger (CZE)   | 12 pts |
| 8è | Joaquim Rodríguez (ESP) | 10 pts |

## Classificació de l'etapa
|    | Ciclista                    | Equip                 | Temps      |
| -- | --------------------------- | --------------------- | ---------- |
| 1  | Andy Schleck (LUX)          | Team Saxo Bank        | 4h 54' 11" |
| 2  | Samuel Sánchez (ESP)        | Euskaltel-Euskadi     | m. t.      |
| 3  | Robert Gesink (NED)         | Rabobank ProTeam      | + 10"      |
| 4  | Roman Kreuziger (CZE)       | Liquigas-Doimo        | + 10"      |
| 5  | Alberto Contador (ESP)      | Astana Qazaqstan Team | + 10"      |
| 6  | Cadel Evans (AUS)           | BMC Racing Team       | + 10"      |
| 7  | Jurgen van den Broeck (BEL) | Omega Pharma-Lotto    | + 10"      |
| 8  | Levi Leipheimer (USA)       | Team RadioShack       | + 10"      |
| 9  | Ivan Basso (ITA)            | Liquigas-Doimo        | + 10"      |
| 10 | Denís Ménxov (RUS)          | Rabobank              | + 10"      |

## Classificació general
|    | Ciclista                    | Equip                 | Temps       |
| -- | --------------------------- | --------------------- | ----------- |
| 1  | Cadel Evans (AUS)           | BMC Racing Team       | 37h 57' 09" |
| 2  | Andy Schleck (LUX)          | Team Saxo Bank        | + 20"       |
| 3  | Alberto Contador (ESP)      | Astana Qazaqstan Team | + 1' 01"    |
| 4  | Jurgen van den Broeck (BEL) | Omega Pharma-Lotto    | + 1' 03"    |
| 5  | Denís Ménxov (RUS)          | Rabobank ProTeam      | + 1' 10"    |
| 6  | Ryder Hesjedal (CAN)        | Garmin-Transitions    | + 1' 11"    |
| 7  | Roman Kreuziger (CZE)       | Liquigas-Doimo        | + 1' 45"    |
| 8  | Levi Leipheimer (USA)       | Team RadioShack       | + 2' 14"    |
| 9  | Samuel Sánchez (ESP)        | Euskaltel-Euskadi     | + 2' 15"    |
| 10 | Michael Rogers (AUS)        | Team HTC-Columbia     | + 2' 31"    |

## Classificacions annexes
|    | Ciclista                  | Equip               | Total   |
| -- | ------------------------- | ------------------- | ------- |
| 1r | Thor Hushovd (NOR)        | Cervélo TestTeam    | 118 pts |
| 2n | Alessandro Petacchi (ITA) | Lampre-Farnese Vini | 114 pts |
| 3r | Robbie McEwen (AUS)       | Team Katusha        | 105 pts |

|    | Ciclista               | Equip          | Total  |
| -- | ---------------------- | -------------- | ------ |
| 1r | Jérôme Pineau (FRA)    | Quick Step     | 44 pts |
| 2n | Sylvain Chavanel (FRA) | Quick Step     | 36 pts |
| 3r | Andy Schleck (LUX)     | Team Saxo Bank | 30 pts |

|    | Ciclista              | Equip            | Temps       | Temps |
| -- | --------------------- | ---------------- | ----------- | ----- |
| 1r | Andy Schleck (LUX)    | Team Saxo Bank   | 37h 57' 29" |       |
| 2n | Roman Kreuziger (CZE) | Liquigas-Doimo   | + 1' 25"    |       |
| 3r | Robert Gesink (NED)   | Rabobank ProTeam | + 2' 17"    |       |

|    | Equip                  | Temps        | Temps |
| -- | ---------------------- | ------------ | ----- |
| 1r | Rabobank ProTeam (NED) | 113h 59' 59" |       |
| 2n | Team Astana (KAZ)      | + 10"        |       |
| 3r | Team RadioShack (USA)  | + 2' 53"     |       |

## Abandonaments
No es produí cap abandonament durant l'etapa.